# Cees Heerschop
Cees Heerschop (Hilversum, 14 de febrero de 1935 - ibídem, 24 de julio de 2014) fue un futbolista neerlandés que jugaba en la demarcación de lateral derecho.

## Biografía
Tras formarse en el HSV Wasmeer, Heerschop fichó por el PSV Eindhoven en 1956. Jugó en el club durante ocho temporadas, llegando a ganar la Eredivisie en la temporada 1962/1963. Tras 191 partidos, en los que marcó diez goles, fue traspasado al NEC Nijmegen en 1964 por un año. Tras jugar una última temporada en la Eerste divisie, se retiró como futbolista en 1965.
Falleció el 24 de julio de 2014 en Eindhoven a los 79 años de edad.

## Clubes
| Club          | País         | Año       | Partidos | Goles |
| ------------- | ------------ | --------- | -------- | ----- |
| PSV Eindhoven | Países Bajos | 1956-1964 | 191      | 1     |
| NEC Nijmegen  | Países Bajos | 1964-1965 | 10       | 1     |

## Palmarés

### Campeonatos nacionales
| Título     | Club          | País         | Año  |
| ---------- | ------------- | ------------ | ---- |
| Eredivisie | PSV Eindhoven | Países Bajos | 1963 |